# Proceratins
Els proceratins (Proceratiinae) són una subfamília de formigues, amb tres gèneres actuals, la majoria tropicals o subtropicals, encara que la distribució global és cosmopolita, incloent-hi la península Ibèrica, on hi viu una espècie, Proceratium melinum (Roger, 1860).
Aquestes formigues són petites o de mida mitjana, amb colònies que generalment contenen menys de 100 individus. Són similars al membres de la subfamília Ponerinae, excepte la sutura promesonotal que és fosa i els lòbuls frontals estan elevats i sovint reduïts.

## Taxonomia
Aquesta subfamília va ser creada el 2003 quan Barry Bolton dividí els Ponerinae en sis subfamílies. Proceratiinae inclou les tribus Proceratiini i Probolomyrmecini, i conté tres gèneres actuals i un gènere fòssil, amb un total de 166 espècies actuals.
- Proceratiinae Emery, 1895
  - Proceratiini Emery, 1895
    - Discothyrea Roger, 1863
    - Proceratium Roger, 1863
    - †Bradoponera Mayr, 1868

  - Probolomyrmecini Perrault, 2000
    - Probolomyrmex Mayr, 1901